# Jaakko Mäntyjärvi
Jaakko Mäntyjärvi (født 27 maj 1963 i Åbo) er en finsk komponist, primært kendt for sine korkompositioner.

## Uddannelse
Mäntyjärvi har eksamen i engelsk og lingvistik ved universitetet i Helsinki
og har endvidere læst direktion og musikteori på Sibelius-akademiet. Han arbejder som oversætter for et privat finsk firma i 1986–2008.

## Musikalsk baggrund
Jaakko Mäntyjärvi er en aktiv semiprofessionel musiker, først og fremmest involveret i korsang. Derfor er de fleste af hans værker for kor, til dato omkring 40 stykker. Han beskriver sig selv som »eklektisk traditionalist«; det vil sige, at han arbejder i en slags genre-pasticher og adopterer karakteristiske musikalske stil- og periodetræk, som han så omformer i sit eget tonesprog.
Han var huskomponist for Tapiola Chamber Choir fra 2000 til 2005 og han har fået værkbestillinger fra velrenommerede ensembler som Kings Singers og Chanticleer. Hans værk Canticum Calamitatis Maritimae (skrevet til minde om Estonias forlis) modtog 3. præmie i »The European Composition Competition for Cathedral Choirs« i 1997.

## Udvalgte værker

### Blandet kor
- Four Shakespeare Songs (SSAATTBB), 1984
  - 1. Come Away, Death; 2. Lullaby; 3. Double, Double Toil and Trouble; 4. Full Fathom Five
- Dagen svalnar... (SSAATTBB+A solo) 1991/93
- Ave Maria (SATBB), 1991
- Pseudo-Yoik (SSSAATTTBBB), 1994
- El Hambo (SSAATTBB), 1997
- Canticum Calamitatis Maritimae (SSAATTBB+SBr soli), 1997
- More Shakespeare Songs (SSAATTBB), 1997
  - 1. Fear No More; 2. Over Hill, Over Dale; 3. Time; 4. Who Is Silvia?; 5. A Scurvy Tune
- No more Shakespeare songs? (SSATBB), 2000
- SALVAT 1701 (SSAATTBB+SATB soli), 2000
- Deux ballades de François Villon (SSATBB), 2001
- Den hulkende sømand (SATB+SATB), 2003
- Where corals lie (SSAATTBB), 2003

### Damekor
- Pseudo-Yoik Lite (SSSSAAAA), 1994/97
- Maan päällä kuljen, etsin (SSAA), 1995
- Tvenne ballader (SSAA), 1999
  - 1. Konungen och trollkvinnan; 2. Herr Olof

### Mandskor
- Hodie Christus natus est (TTBB), 1991
- Pseudo-Yoik NT (TTTTBBBB), 1994/97 (NT står for No Trebles)
- Hiru gaukantu euskaldun eta tabernako abesti bat (TTBB), 1999 (Tre baskiske serenader og en drikkevise)
  - 1. Ilargia, iturria; 2. Emakume bat ikusi dut; 3. Zure begiak maite ditut; 4. Ardotxo txuria

### Kor og instrumenter
- Kouta (SSATBB+SABr soli, 6vl, 6vla, 6vc, 3cb, timp, pft), 1996
- Stabat Mater (SSATBB, 2vl, 2vla, 2vc, cb), 1998
- Kyrie in memoriam (SA[T]B+org), 2001

### Orkester
- CCCX/O, 2002
- Ah! mik’ ompi elom’ tääll’, 2002

### Kammermusik
- Miniatures for Four (ob, cl, 2fg), 1984
- Fac me vere tecum flere (A solo + vc), 2000

## Ekstern henvisning
- Mäntyjärvis hjemmeside
- Finnish Music Information Centre om Jaakko Mäntyjärvi Arkiveret 26. februar 2014 hos  Wayback Machine